# Djamasp

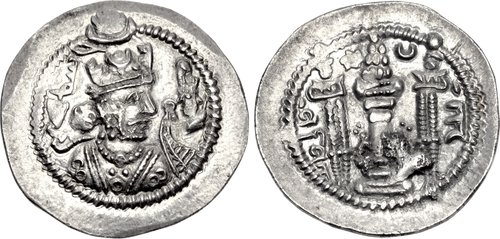
Moneda de Djamasp

Djamasp (también transcrito como Jamasp o Zamasp,en persa جاماسپ) fue un soberano del Imperio sasánida que reinó de 496 hasta 498 d. C. Fue el hermano menor del rey Kavad I y fue puesto en el trono sasánida tras el derrocación de este último por miembros de la nobleza.

## Biografía
No se sabe mucho sobre Djamasp y su nombre aparece solamente con ocasión de su corto reinado. Los relatos bizantinos de la época (de Josué el Estilita y Procopio de Cesarea) mencionan que Kavad fue depuesto debido a su determinación en extender una nueva «religión» que predicaba la redistribución de la propiedad. Tras el destronamiento de Kavad y su posterior encarcelamiento, Djamasp fue elegido para suceder a su hermano.
Fuentes islámicas posteriores como al-Tabari y Dinawari afirman que Djamasp era un rey bueno y amable que redujo los impuestos para aliviar las penurias de los campesinos y de los pobres. Fue también un estricto practicante de la religión mazdeísta (Zoroastrismo), en contraste con las desviaciones que le costaron el trono y la libertad a su hermano.
Las fuentes también cuentan el regreso de Kavad, al frente de un gran ejército que le había prestado el rey heftalita. Jamasp renunció lealmente a su título y devolvió el trono a su hermano. Marchó luego a la Armenia persa, donde derrotó a los jázaros, conquistó algunos de sus territorios, y se casó con una mujer armenia, de la cual tuvo un hijo llamado Narsi.

## Descendencia
Después de su muerte entre 530 y 540, Narsi, que tuvo un hijo llamado Piruz, expandió los dominios de su familia, que incluía Guilán. Después se casó con una de las princesas de Guilán, con la que tuvo un hijo llamado Gil Gavbara, quien más tarde fundó la dinastía Dabuyida, y tuvo a su vez dos vástagos llamados Dabuya y Paduspan. Dabuya le sucedió en calidad de spahbod de la dinastía, mientras que su otro hijo, Paduspan, fundó la dinastía paduspánida.